# Ravaschieri (famiglia)

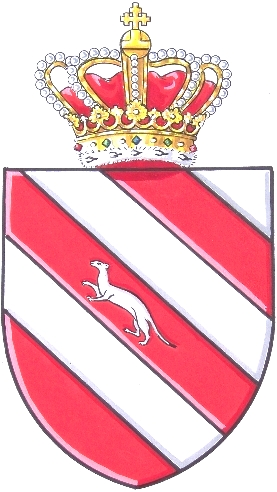
Stemma di Casa Ravaschieri

I Ravaschieri furono una famiglia della nobiltà ligure, attualmente estinta nella linea maschile.
Discendenti dai Conti di Lavagna, imparentati con i Fieschi, ottennero grandi onorificenze nel Regno di Napoli e quivi si trasferirono nel corso del XVI secolo. Ottennero i titoli di Principi di Satriano e di Belmonte Calabro, Duchi di Girifalco (1624), Roccapiemonte (1713) e Cardinale. Nel 1528, con la riforma varata da Andrea Doria, furono iscritti nell'albergo dei Fieschi.

## Origini
Nel 1158 Federico Barbarossa confermò i conti di Lavagna i feudi che possedevano ed, in particolare, "i diritti delle acque di Lavagna e del pedaggio sulle due strade, l'una diretta al mare, l'altra al monte". I beneficiari furono Rubaldo ed i suoi nipoti Guglielmo, Tibaldo, Enrico, Ruffino e suo fratello Beltramino, capostipite dei Ravaschieri. La famiglia si stabilì a Carasco, nell'immediato entroterra chiavarino, da cui trasse il nome.

## Storia e personalità
La presenza dei Ravaschieri del sud d'Italia risale al XIII secolo quando Giovanni Maria partecipò, a seguito di Carlo I d'Angiò, alla conquista del napoletano per riconoscenza gli furono concesse "le baronie di Terramura e Contursi confermate poi da Roberto d'Angiò Re di Napoli a Patrizio Ravaschiero, discendente dal detto Giovanni".
Nel corso della seconda metà del XVI secolo la maggior parte dei membri della famiglia si stabilì a Napoli conservando gli onori del patriziato genovese e venendo ascritti al Sedile di Montagna. "Da allora la loro storia diventa tutta napoletana; essi, pur conservando il titolo di conte di Lavagna, acquistarono grandi feudi e una posizione eccezionale,  anche attraverso una politica matrimoniale di lignaggio. Contrassero parentado con i Capece, i Caracciolo, i Dentice, i De Gennaro, i Piscicelli, i Filangieri, i Galluccio, i Cattaneo, i de Gemmis."
Nel 1552, la Camera Esecutoriale di Napoli concesse a Gianbattista Ravaschieri la nomina di Maestro di Zecca di Napoli e d'Aquila.
Nel 1614, suo figlio Ettore Ravaschieri (morto a Satriano nel 1650), Cavaliere dell'ordine del Toson d'Oro, fu insignito col titolo di duca di Cardinale e nel 1621 di principe di Satriano. Nel 1629 acquistò il feudo della città di Vico Equense, feudo tenuto dai Ravaschieri fino all'abolizione della feudalità.
Nel 1609 Pietro Francesco Ravaschieri, tesoriere della Calabria Ulteriore dal 1575 al 1609, acquistò la Baronia di Girifalco dalla Contea di Soriano e la donò alla nipote Maria, figlia del fratello Torrino anch'egli tesoriere della Calabria Ulteriore dal 1564 al 1575. Nel 1624 Virginia Ravaschieri, figlia di Maria e di Giovan Battista Ravaschieri (altro ramo della casata) e sorella di Orazio Giovan Battista Ravaschieri principe di Belmonte, ottenne il titolo Ducale di Girifalco per concessione del Re Filippo IV e nel 1631 acquistò la terra di San Vito e il casale di Lucenade aggregandoli al feudo di Girifalco. Successivamente il titolo Ducale passò per successione ereditaria alla casata Caracciolo.

## Palazzi e residenze
- Palazzo Ravaschieri di Chiavari, coevo alla fondazione della città XII secolo, fu successivamente, tra il XV ed il XVII secolo, ampliato incorporando tre edifici gotici.[8]
- Palazzo Ravaschieri della Torre, a Belmonte Calabro, ricostruito dal principe Orazio Giovan Battista Ravaschieri dopo il terremoto del 1638 tra gli anni 1639 ed il 1640, divenne residenza ufficiale della famiglia e del Principato.
- Palazzo Ravaschieri di Satriano, edificato nel 1605 a Napoli, lungo la Riviera di Chiaia; fu acquistato dalla famiglia agli inizi del XVIII secolo, ricevendo un radicale rifacimento ad opera di Ferdinando Sanfelice che coinvolse la facciata e lo scalone. Nella sua permanenza napoletana vi soggiornò il grande letterato tedesco Goethe.

## Duchi di Roccapiemonte (1713)
- Aniello Nicola (1675-1752), I duca di Roccapiemonte
- Antonio (m.1768), II duca di Roccapiemonte
- Vincenzo (1766-1820), III duca di Roccapiemonte
- Antonio (m. 1844), IV duca di Roccapiemonte
- Vincenzo Ravaschieri Fieschi (1820-1895), V duca di Roccapiemonte

estinzione della casata